# Kasari (Fluss)
Der Fluss Kasari (estnisch Kasari jõgi) ist der wasserreichste Fluss in West-Estland. Seine Länge beträgt 112 km.

## Beschreibung
Der Fluss entspringt bei der Ortschaft Kohila im Kreis Rapla. Er mündet in die Bucht von Matsalu im Kreis Lääne. Besonders am Oberlauf tritt der Fluss oft über die Ufer.
Seine durchschnittliche Abflussmenge beträgt 23 bis 28 m³/s, sein Einzugsgebiet 3210 km². Der Fluss ist für seinen Fischreichtum (besonders Hechte) bekannt.

## Name
Der Name des Flusses (sowie des gleichnamigen Guts Kasari) leitet sich von Kasari (Kasjan) Baranoff ab († 1648). Baranoff war ein tatarischer Heerführer, der zu den schwedischen Truppen übergelaufen war. König Johann III. schenkte ihm 1590 die Ländereien der Umgebung.

## Brücke
Unterhalb der Ortschaft Kasari wurde 1904 eine 308 m lange Stahlbetonbrücke gebaut, die bei ihrer Einweihung die längste der Welt war.